# بني هاجر (الحيمة الداخلية)

تعديل مصدري - تعديل

بني هاجر هي إحدى قرى عزلة بني مهلهل بمديرية الحيمة الداخلية التابعة لمحافظة صنعاء، بلغ تعداد سكانها 325 نسمة حسب تعداد اليمن لعام 2004.